# Electra longispina
Electra longispina är en mossdjursart som först beskrevs av Calvet 1904.  Electra longispina ingår i släktet Electra och familjen Electridae. Inga underarter finns listade i Catalogue of Life.